# 로버트 주벨리러
로버트 C. 주벨리러(Robert C. Jubelirer, 1937년 2월 9일 ~ )는 미국의 정치인이다.

## 학력
- 펜실베니아 주립 대학교 인문사회 학사
- 펜실베이니아 주립대학교 딕킨슨 로스쿨 법학 박사

## 경력
- 1975.01 ~ 2006.11 펜실베이니아 제30선거구 상원의원
- 1981.01 ~ 1984.11 펜실베이니아 상원 공화당 대표
- 1985.01 ~ 1992.11 펜실베이니아 상원의장
- 1992.11 ~ 1994.03 펜실베이니아 상원 공화당 대표
- 1994.03 ~ 2006.11 펜실베이니아 상원 의장
- 2001.10 ~ 2003.01 제29대 펜실베이니아 부지사

## 역대 선거 결과
| 선거명      | 직책명                         | 대수 | 정당   | 득표율  | 득표수   | 결과 | 당락                     |
| ----------- | ------------------------------ | ---- | ------ | ------- | -------- | ---- | ------------------------ |
| 1974년 선거 | 상원의원 (펜실베이니아 제30부) | -대  | 공화당 | 0%      | 표       | 1위  | 펜실베이니아 주의원 당선 |
| 1978년 선거 | 상원의원 (펜실베이니아 제30부) | -대  | 공화당 | 0%      | 표       | 1위  | 펜실베이니아 주의원 당선 |
| 1982년 선거 | 상원의원 (펜실베이니아 제30부) | -대  | 공화당 | 0%      | 표       | 1위  | 펜실베이니아 주의원 당선 |
| 1986년 선거 | 상원의원 (펜실베이니아 제30부) | -대  | 공화당 | 0%      | 표       | 1위  | 펜실베이니아 주의원 당선 |
| 1990년 선거 | 상원의원 (펜실베이니아 제30부) | -대  | 공화당 | 65.59%  | 36,964표 | 1위  | 펜실베이니아 주의원 당선 |
| 1994년 선거 | 상원의원 (펜실베이니아 제30부) | -대  | 공화당 | 67.65%  | 44,391표 | 1위  | 펜실베이니아 주의원 당선 |
| 1998년 선거 | 상원의원 (펜실베이니아 제30부) | -대  | 공화당 | 100.00% | 43,769표 | 1위  | 펜실베이니아 주의원 당선 |
| 2002년 선거 | 상원의원 (펜실베이니아 제30부) | -대  | 공화당 | 73.08%  | 47,715표 | 1위  | 펜실베이니아 주의원 당선 |